# 日本自由党 (1953-1954)
日本自由党（にっぽんじゆうとう）は、かつて存在した日本の政党。日本民主党の前身である。

## 分党派自由党
1953年（昭和28年）2月28日、衆議院予算委員会における首相・吉田茂の“バカヤロー”発言後、首相懲罰動議採決で欠席した吉田自由党鳩山派は、その後の内閣不信任案の採決にあたって、不信任案可決を狙い吉田自由党を離党。同じく懲罰動議採決に欠席し農林大臣を罷免されていた広川弘禅も加えて、分党派自由党を結成した。鳩山が党首であるので鳩山自由党とも呼ばれる。吉田自由党とまぎらわしいためマスコミがこのように呼び出したという説がある。
総選挙後、1953年（昭和28年）11月17日、吉田と鳩山の党首会談が行われ、吉田は鳩山の主張である憲法改正調査会と外交委員会の設立を受け入れた。同年11月29日、鳩山ら29人が吉田自由党に復党したものの、三木武吉や河野一郎ら8名は復党せずに後述の「日本自由党」を結成。
同じ表記で5年前まで存在した「日本自由党 (1945-1948)」は読みが「にほんじゆうとう」。

### 歴代執行部役員表
| 総裁     | 幹事長   | 党務委員長 | 政策委員長 | 選挙委員長 |
| -------- | -------- | ---------- | ---------- | ---------- |
| 鳩山一郎 |          | 三木武吉   | 石橋湛山   | 広川弘禅   |
| 〃       | 河野一郎 | 〃         | 〃         |            |

### 歴代総裁
自由党総裁
| 代 | 総裁     | 総裁     | 在任期間                                               |
| -- | -------- | -------- | ------------------------------------------------------ |
| 1  | 鳩山一郎 | 鳩山一郎 | 1953年（昭和28年）3月18日 - 1953年（昭和28年）12月10日 |

## 日本自由党 (1953-1954)
日本自由党（にっぽんじゆうとう）は、分党派自由党から自由党に戻らなかった反吉田茂派の政治家が中心となって1953年11月に結成。
結成にあたっては三木武吉・河野一郎・山村新治郎・池田正之輔・松田竹千代・中村梅吉・安藤覚・松永東が参加し、彼らは後に当時流行した映画『七人の侍』（1954年春公開）をもじって八人の侍と呼ばれるようになる。その後も三木は吉田打倒を画策し自由党内の非主流派や改進党を糾合、翌1954年11月の日本民主党結成を見た。

### 歴代執行部役員表
| 総裁     | 最高顧問 | 幹事長   | 政務調査会長 |
| -------- | -------- | -------- | ------------ |
| （空席） | 三木武吉 | 河野一郎 | 中村梅吉     |

## 党勢の推移

### 衆議院
| 選挙         | 当選/候補者 | 定数 | 備考 |
| ------------ | ----------- | ---- | ---- |
| 第26回総選挙 | 35/102      | 466  |      |

### 参議院
| 選挙          | 当選/候補者 | 非改選 | 定数 | 備考 |
| ------------- | ----------- | ------ | ---- | ---- |
| 第3回通常選挙 | 0/9         | 2      | 250  |      |

- 当選者に追加公認は含まず。追加公認には会派に加わった無所属を含む。

## 註
1. ↑  水木楊『誠心誠意嘘をつく 自民党を生んだ男･三木武吉の生涯』2005年7月、日本経済新聞社、ISBN 4-532-16524-5
2. ↑  世相風俗観察会『現代世相風俗史年表：1945-2008』河出書房新社、2009年3月、59頁。ISBN 9784309225043。